# Robert Hedin
Robert Hedin (* 2. Februar 1966 in Ystad) ist ein schwedischer Handballtrainer und ehemaliger schwedischer Nationalspieler. Für Schweden bestritt er 194 Länderspiele, in denen er 333 Tore warf.

## Karriere
Er stand als Spieler bei den Vereinen IFK Ystad HK, Stavanger, Benidorm, GWD Minden, TSV St. Otmar St. Gallen, TuS Nettelstedt-Lübbecke und SV Post Schwerin unter Vertrag. Für die in der Saison 2005/2006 im Abstiegskampf befindliche HSG Augustdorf/Hövelhof spielte Hedin die letzten drei Spiele der Saison.
Von Januar 2007 bis zum Ende der Saison 2008/2009 war er Trainer des Bundesligisten MT Melsungen.
Ab dem Oktober 2008 trainierte Hedin, zunächst zusätzlich, die norwegische Männer-Handballnationalmannschaft. Ab 2009 widmete er sich ausschließlich dieser Funktion. Im Oktober 2011 übernahm er dazu, bis zum Saisonende 2011/12, das Traineramt beim dänischen Erstligisten Aalborg Håndbold. Im Februar 2014 trat er von seinem Amt als norwegischer Nationaltrainer zurück. Im Sommer 2014 wurde Hedin als Berate von Bregenz Handball engagieren und übernahm ab Februar 2015 das Traineramt. Für die Saison 2014/15 wurde Hedin als HLA „Trainer des Jahres“ ausgezeichnet. 2017 beendet Hedin seine Anstellung bei den Festspielstädtern. Ab dem Juli 2018 trainierte er das Team USA. Zur Saison 2019/20 übernahm er das Traineramt vom norwegischen Erstligisten St. Hallvard. Nachdem die Mannschaft am Saisonende 2019/20 abgestiegen war, beendete er sein Engagement bei St. Hallvard und übernahm den norwegischen Zweitligisten Nøtterøy Håndball. Unter seiner Leitung stieg Nøtterøy in die höchste norwegische Spielklasse auf. Im Mai 2025 trat er von seinem Amt als Nationaltrainer der USA zurück. Im gleichen Monat berief ihn der Handballverband Bahrains zum Trainer der Männer-Nationalmannschaft von Bahrain.

## Erfolge
- Silbermedaille bei den Olympischen Spielen 1992 und 1996
- Europameister 1994 in Portugal[18]
- Bronze bei der Weltmeisterschaft 1993
- Torschützenkönig der Elitserien 1989/90
- 1 × HLA „Trainer des Jahres“ 2014/15

## Privates
Der Diplom-Ingenieur hat sechs Kinder. Drei davon mit seiner jetzigen Frau, der ehemaligen norwegischen Nationalspielerin Kari-Anne Henriksen. Hedins Sohn Amadeus ist genauso Handballspieler wie sein Neffe Viktor. Gemeinsam mit Bruder Tony gewann er bei der Weltmeisterschaft 1993 Bronze.